# سید محمد موسی جناب صاحب
موسی نعمتی جناب (زاده ۱۳۴۲ ولسوالی تگاب اسماعیل ولایت بادغیس) روحانی و سیاستمدار افغانستان و نماینده مردم بادغیس در دوره شانزدهم پارلمان افغانستان می‌باشد. ایشان عضو کمیسیون امور تقنینی مجلس نمایندگان افغانستان می‌باشد.

## زندگی‌نامه
موسی نعمتی جناب زاده ۱۳۴۲ ولسوالی تگاب اسماعیل ولایت بادغیس می‌باشد. وی دارای تحصیلات دینی و پیرو طریقهٔ نقشبندیه است. همچنین ایشان رئیس کمپین انتخاباتی حامد کرزی در دور اول انتخابات ریاست جمهوری افغانستان بوده‌است.

## دیگر فعالیت‌ها
- رئیس سمع شکایات دفتر انتخابات دوره پانزدهم مجلس نمایندگان افغانستان در ولایت بادغیس.[۲]
- رئیس کمپین انتخاباتی حامد کرزی در انتخابات ریاست جمهوری (۱۳۸۳).[۲]